# Егиазарян, Ашот Геворкович
Ашо́т Гево́ркович Егиазаря́н (род. 24 июля 1965 года, Москва) — политический деятель, в прошлом — депутат Государственной думы РФ трёх созывов (третьего, четвёртого и пятого), член фракции ЛДПР. После лишения депутатской неприкосновенности был объявлен в федеральный и международный розыск по обвинению в мошенничестве. В марте 2012 на Егиазаряна возбуждено ещё одно уголовное дело, также по обвинению в мошенничестве. Скрывается от российского правосудия в США.
В сентябре 2013 года стало известно, что Министерство юстиции США отказало России в экстрадиции Егиазаряна.

## Биография
Родился в семье экономиста Г. А. Егиазаряна, в 1972—1995 годах возглавлявшего кафедру экономики промышленности экономического факультета МГУ, а в 1990—1995 годах занимавшего должность директора «Международного центра по развитию малого бизнеса».
В 1987 г. окончил экономический факультет МГУ им. М. В. Ломоносова по специальности «инженер-экономист». Защитил диссертацию на соискание ученой степени кандидат экономических наук.
В 1988—1989 гг. — экономист Московского шелкового комбината им. Свердлова.
В 1989—1990 — старший специалист внешнеторгового объединения «Экспоцентр».
В 1990—1992 — генеральный директор Фонда социально-экономического развития Московского региона при Мособлисполкоме.
В 1994—1996 — председатель правления Московского национального банка.
С 1997 по 1998 год был Президентом ЗАО «Национальная информационная кампания», работал в системе банка ОНЭКСИМ, занимался вопросами развития медиа-холдинга, был генеральным директором компании «Проф-Медиа».
В 1996 стал владельцем Уникомбанка, обслуживавшего большую часть бюджета Московской области, в 1997—1998 годах входил в совет директоров Уникомбанка (упоминался в прессе как первый заместитель председателя совета). В мае 1999 лицензия Уникомбанка была отозвана.
С 1998 по 1999 работал советником первого заместителя Председателя Правительства РФ Ю. Маслюкова.
С 1999 по 2011 годы — депутат Госдумы РФ.
Женат, воспитывает четверых детей.

## Политическая деятельность
Беспартийный. В декабре 1999 года стал депутатом Государственной думы РФ третьего созыва от «Блока Жириновского», был членом фракции ЛДПР, заместителем председателя Комитета по бюджету и налогам, заместителем председателя Комиссии по содействию политическому урегулированию и соблюдению прав человека в Чеченской Республике, членом Комиссии по государственному долгу и зарубежным активам РФ.
7 декабря 2003 года был избран в Государственную думу четвёртого созыва по федеральному списку ЛДПР, был членом фракции ЛДПР, заместителем председателя Комитета по бюджету и налогам.
2 декабря 2007 года был избран депутатом Государственной думы пятого созыва в составе федерального списка ЛДПР. Вошёл во фракцию ЛДПР. Являлся членом Комитета по бюджету и налогам.

## Благотворительность
Став состоятельным человеком, Ашот Егиазарян уделял большое внимание благотворительности. По заявлению сторонников депутата, начиная с 1995 года, им были инициированы и реализованы десятки благотворительных проектов. Например, на средства мецената были приобретены медицинское оборудование для 31-й городской клинической больницы г. Москвы, автобус для детского оздоровительного лагеря, реконструирован и меблирован детский дом № 12 г. Москвы, реконструированы Храм Тихона Задонского и Храм Всех Святых в Москве. Вместе с этим, существует мнение, что Егиазарян не организовывал никаких благотворительных проектов, и вся информация о них является попыткой обелить его образ в глазах общественности. Редакция издания, выразившая это мнение, впоследствии опубликовала опровержение.

## Деловые конфликты и уголовное преследование
С 2003 по 2008 годы в реконструкцию гостиницы «Москва» было вложено более $253 млн. За это время было возведено здание отеля с подземной парковкой и модернизирована инфраструктура. Строительство было близко к завершению. Для его ускорения предполагалось подписать в 2008 году кредитное соглашение по завершении проекта с Deutsche Bank на общую сумму в $792 млн, которое на собрании акционеров ОАО «ДекМос» не получило одобрения от представителя правительства Москвы.

### Версия А. Егиазаряна
По мнению сторонников депутата[кого?], причиной уголовного преследования экс-депутата являлся коммерческий интерес к гостинице со стороны сенатора от Дагестана Сулеймана Керимова и жены экс-мэра Москвы Елены Батуриной. В августе 2008 года бывший мэр Москвы Юрий Лужков завизировал «План по дальнейшей реализации инвестиционного проекта воссоздания гостиницы „Москва“». Документ с отметкой «для служебного пользования» предназначался для Владимира Силкина, возглавлявшего на тот момент Департамент имущества города Москвы. Все четыре варианта плана преследовали единственную цель: заполучить во владение правительства Москвы 51 % акций собственника проекта — ОАО «ДекМос». В этом случае формально город становился бы единственным законным владельцем отеля, поскольку остальные 49 % акций в этой компании ему принадлежали изначально.
Для начала городские власти отказались одобрить на собрании акционеров ОАО «ДекМос» достигнутое кредитное соглашение с Deutsche Bank, что привело к срыву дальнейшего финансирования проекта. После этого при помощи фиктивного, по мнению Егиазаряна, протокола заседания совета директоров они добились и назначения на должность гендиректора этой компании сотрудницы принадлежащей Керимову структуры «Нафта-Москва» — Гоарик Котанджян.
По заявлению экс-депутата, Керимов попытался принудить его добровольно отказаться от доли в проекте, а в случае несогласия угрожал уголовным преследованием, и именно по его заказу дело возбудили сначала против бывшего гендиректора компании — инвестора проекта ЗАО «Декорум» Виталия Гогохии. Крупномасштабные обыски прошли и в офисах других участников проекта, включая юридических международных консультантов — компаний White&Case, Lovells и DLA Piper. Одновременно Лужков обратился к генпрокурору РФ с просьбой лишить Егиазаряна депутатской неприкосновенности и начать в отношении него следственные действия. В июне 2009 года участники проекта на встрече, состоявшейся на Кипре, согласились передать свои акции в пользу Керимова.
Осенью 2009 года распоряжением правительства г. Москвы было создано совместное предприятие ОАО «Гостиничная компания», завладевшее 49 % акций города в проекте. Другие же 51 % акций отошли компании Russia Real Estate Fund, за которой, по сообщениям в СМИ[каких?], стоит американский миллиардер Рональд Лаудер. В состав совета директоров вошли сотрудники компании «Нафта-Москва», принадлежащей Керимову.
В декабре 2009 года от имени захваченной компании — инвестора ЗАО «Декорум» на имя Управделами президента РФ Владимира Кожина поступило письмо с предложением рассмотреть вопрос о приобретении акций ОАО «ДекМос» за относительно малую сумму $2–2,5 млрд. В феврале 2010 года правительство города Москвы дало согласие на ипотеку гостиницы «Москва» с ориентировочной рыночной стоимостью в $4 млрд в пользу кипрской компании Монора Лимитед, владельцем которой являлся Керимов. На протяжении всего этого времени, по заявлению Егиазаряна, ему продолжали поступать угрозы с настойчивым требованием забыть о гостинице «Москва», что вынудило его обратиться с заявлением в правоохранительные органы, по результатам которого было решено возбудить уголовное дело по ст. 119 ч. 1 («Угроза убийством») УК РФ в отношении неустановленных лиц. Егиазарян утверждает, что эти угрозы заставили его покинуть Россию и выехать в США.
В сентябре 2010 года Егиазарян подал иски на Керимова, Батурина и Лужкова в Лондонский международный арбитраж и суд Никосии (Кипр). Кипрский суд наложил арест, в том числе на принадлежащие Керимову акции «Уралкалия» и «Полюс Золота».
В октябре 2010 года Следственным комитетом при прокуратуре Российской Федерации (СКП РФ) было заведено уголовное дело в отношении Егиазаряна. В основу уголовного дела были положены показания граждан РФ Михаила Ананьева и Виталия Смагина.
В частности, Ананьев утверждал, что в 2003 году передал в общественную приемную Егиазаряна $6 млн наличными через своего представителя — председателя правления банка «Республиканский» Алексея Миронюка. Дополнительно к этой сумме Ананьев обеспечил перечисление в 2004 году ещё около 310 млн рублей со счета ЗАО «Риэлтком» на указанные Егиазаряном счета двух оффшорных компаний — «Регалфорс Инвестмент ЛТД» и «Виктория Вэлфи Лимитед». Сторонники экс-депутата ставят под сомнение эти показания. Егиазарян заявил, что не имеет никакого отношения к этим компаниям. Он также обратил внимание на то, что следствие не заинтересовалось происхождением этих денег у самого Ананьева, который с 2000 по 2005 годы занимал должность заместителя руководителя Российского фонда федерального имущества.
Второй «заявитель» — Смагин — являлся фигурантом уголовного дела, расследуемого в Швейцарии по фактам мошенничества и отмывания денежных средств. Он утверждал, что якобы передал Егиазаряну в собственность 20 % акций торгового комплекса «Европарк». До возбуждения против Егиазаряна уголовного дела он обратился с арбитражными исками против депутата в суды Кипра и Великобритании.

### Лишение депутатской неприкосновенности
В конце октября 2010 года после получения согласия Госдумы на возбуждение против Егиазаряна уголовного дела, в нижнюю палату парламента поступило представление генерального прокурора РФ о лишении его депутатской неприкосновенности. Сам Егиазарян на рассмотрении этого вопроса в Госдуме не присутствовал, поскольку заблаговременно выехал в США. В начале ноября 2010 года Госдума согласилась с доводами Генпрокуратуры РФ и при поддержке всех думских фракций, за исключением ЛДПР, проголосовала за снятие с Егиазаряна депутатской неприкосновенности.
Спустя несколько дней, СКП РФ возбудил против Егиазаряна уголовное дело по части 4 статьи 159 УК РФ. В середине ноября 2010 года депутат был также объявлен в федеральный розыск на основании отказа явиться на допрос к следователю. Адвокаты Егиазаряна заявили о намерении обжаловать соответствующее решение СКП РФ в связи с тем, что ранее депутат дважды извещал следователя о своем фактическом местонахождении и просил контактировать с ним через американских адвокатов. В середине ноября 2010 года ОВД «Тверской» г. Москвы прекратил уголовное дело об угрозах жизни в адрес Егиазаряна за отсутствием события преступлений.
В декабре 2010 года председатель думского комитета по регламенту Отари Аршба, которого с Егиазаряном связывала давняя дружба, рекомендовал беглому депутату отказаться от мандата, считая, что легитимных оснований для прекращения полномочий у Госдумы не было. Егиазарян совету не последовал.

### Объявление в международный розыск
27 декабря 2010 г. в СМИ появилась информация о том, что СКП РФ объявил Егиазаряна в международный розыск. Ему также было заочно предъявлено обвинение в мошенничестве. Сам Егиазарян, находившийся к тому времени в США, протестовал, настаивая на том, что ранее он официально извещал следственные органы о своем фактическом местонахождении с указанием точного адреса проживания в США. В пользу этой версии свидетельствуют публикации в прессе, датированные ноябрем 2010 г. Соответствующую жалобу ранее Ашот Егиазарян направлял в Генпрокуратуру. Депутат получил ответ, в котором его выводы в отношении действий следователей названы необоснованными. При этом Генпрокуратура ссылалась на материалы СКП РФ, из которых следует, что Егиазарян неоднократно не являлся на допросы, а затем выехал за пределы России.
Егиазарян утверждал, что опасается возвращаться в Россию из-за ранее поступавших в его адрес угроз жизни. Между тем, уголовное дело по его обращениям, возбужденное ОВД «Тверской» г. Москва в феврале 2010 г., сначала было приостановлено, а затем прекращено за отсутствием состава преступления. Егиазарян опасался возвращаться в Россию и с учётом убийства его родственника Аслана Асланбекова. По мнению Егиазаряна, это убийство является звеном в цепочке конфликта вокруг проекта по реконструкции гостиницы «Москва».
19 мая 2011 года Следственный комитет РФ объявил, что Егиазарян помещён в базу данных разыскиваемых лиц Интерпола.

### Выдача санкции на заочный арест
31 января 2011 Басманный суд Москвы выдал санкцию на заочный арест Егиазаряна, удовлетворив ходатайство Главного следственного управления Следственного комитета РФ.
Адвокаты, защищающие Егиазаряна, считают решение суда о его заочном аресте незаконным и необоснованным, указывая на то, что местонахождение парламентария в США известно следственным органам.

### Согласие Госдумы на заочный арест
9 марта 2011 года в Госдуме рассматривался вопрос «О даче согласия Госдумы на заочный арест депутата Егиазаряна» по обвинению в мошенничестве в особо крупных размерах. За дачу согласия проголосовали 377 депутатов, против 38, один воздержался. Заявление, представленное Егиазаряном в Госдуму, не было рассмотрено.

### Заочный арест предполагаемых сообщников А. Егиазаряна
31 октября 2011 Басманный суд Москвы постановил заочно арестовать троих соучастников Егиазаряна — гендиректора «Европарка» Максима Клочина, брата А. Егиазаряна Артёма и доверенное лицо — помощника депутата Виталия Гогохию. По справке адвоката, Клочин и Артём Егиазарян скрываются от следствия в США, Гогохия — в Грузии.

## Пребывание в США
С конца сентября 2011 Егиазарян пытается доказать в Федеральном суде Южного округа Нью-Йорка, что стал жертвой рейдерского захвата, организованного близкими к Кремлю бизнесменами, а также прежними, «лужковскими» властями столицы.
30 июля 2012 Федеральный суд Южного округа штата Нью-Йорк отклонил иск Егиазаряна к Петру Залмаеву о клевете. Комментируя судебное решение, Егиазарян отметил, что судья руководствовался тем, что заявления Залмаева являлись выражением его личного мнения, что охраняется законом США о свободе слова.
2 апреля 2013 Егиазарян подал иск в Высокий суд Лондона против бывших партнёров по реконструкции гостиницы «Москва». В своем иске указал, что стал жертвой корпоративного конфликта с предпринимателями Сулейманом Керимовым и Аркадием Ротенбергом.
В сентябре 2013 года Министерство юстиции США отказало России в выдаче Егиазаряна.

## Новое уголовное дело
5 марта 2012 стало известно, что Следственный комитет Российской Федерации возбудил в отношении Егиазаряна новое уголовное дело — о мошенничестве (ч.4 ст.159 УК РФ). Следствие подозревает Егиазаряна и его доверенное лицо Гогохию в мошенничестве, ущерб от которого составил 5 млрд 960 млн руб.
Комментируя ситуацию, Егиазарян заявил, что "…за возбуждением нового уголовного дела стоит Сулейман Керимов… Цель одна — любыми средствами принудить меня отказаться от борьбы за свои права и узаконить рейдерский захват гостиницы «Москва».
31 мая 2018 года Замоскворецкий районный суд г. Москвы заочно приговорил Егиазаряна Ашота к 7 годам колонии общего режима. Артему Егиазаряна, брата бывшего депутата, суд приговорил к 5 годам колонии. Другие фигуранты — Максим Клочин и Виталий Гогохия — получили по четыре года лишения свободы.
После апелляционного обжалования приговора рассмотрение жалоб защитников на заочный приговор затянулось на четыре месяца, так как Егиазарян посчитал, что адвокаты, представлявшие его интересы в суде первой инстанции, не должным образом осуществляли свои функции, в результате чего ему пришлось сменить своих защитников. 15 ноября 2018 года Московский городской суд приступил к проверке заочного приговора вынесенного Замоскворецким районным судом г. Москвы. Новым защитником Ашота Егиазаряна стал адвокат Артур Айрапетов, успешно представляющий в свое время предпринимателя Германа Стерлигова. Несмотря на множество нарушений, допущенных в деле Егиазаряна, на которые указывал его адвокат, по итогу судебного заседания Московский городской суд оставил заочный приговор Замоскворецкого суда в силе.

## Новые судебные решения
12 ноября 2014 года Лондонский международный третейский суд признал ответственность Егиазаряна за действия, повлёкшие утрату его бывшим партнёром В. Смагиным своей 20-процентной доли в ЗАО «Центурион Инвест», которое владело торговым центром «Европарк» на Рублёвке. По решению суда, Егиазарян должен выплатить истцу около 83 млн долларов компенсации за утраченный актив и понесённые юридические расходы.

### СМИ
- «Известия»: США отказали России в выдаче Ашота Егиазаряна, 6 сентября 2013
- «Forbes»: Егиазарян подал иск в суд Лондона на Керимова и Ротенберга, 2 апреля 2013
- «Может ли Россия измениться?» Интервью для «The Wall Street Journal», 17 октября 2011
- Депутат Егиазарян заявляет, что преследование властей не заставит его отказаться от иска против рейдеров. «Интерфакс», 4 мая 2011 (недоступная ссылка)
- Чьи интересы пересек Егиазарян? Расследование газеты «Век», 21 марта 2011
- «Российская Дума действовала в обход конституционных процедур…» Интервью для The Associated Press, 10 марта 2011 г. (недоступная ссылка)
- «Ведомости»: Егиазарян предложил Медведеву «дать реальный сигнал» или уйти в отставку, 9 марта 2011 г.
- «Егиазарян — армянин, вы его никогда не поймаете»
- «Голос Америки» о деле Ашота Егиазаряна, 9 февраля 2011 г.
- Интервью Ашота Егиазаряна «The Washington Post», 7 февраля 2011 г.
- Следственный комитет РФ наложил арест на комплекс «Даев плаза». Следователи предполагают, что его контролирует Егиазарян. «Ведомости», 24 января 2011 г.
- Ашот Егиазарян: я заранее был предупрежден, что со мной произойдет, если я стану сопротивляться. Журнал «Деньги» № 45 (802), 15 ноября 2010 г.
- Активы Керимова и Ротенберга арестованы на Кипре по иску депутата Егиазаряна. Forbes, 23.09.2010 г.
- «Ведомости»: суд Кипра арестовал активы Керимова и Ротенберга. Gazeta.Ru, 23 сентября 2010 г.
- Депутат Егиазарян подал в лондонский суд на Лужкова и Батурину, отнявших у него часть «Москвы». NEWSru, 23 сентября 2010 г.

### Ресурсы Ашота Егиазаряна
- Официальный сайт А. Г. Егиазаряна
- Личный сайт А. Г. Егиазаряна
- Живой журнал Ашота Егиазаряна
- Блог Ашота Егиазаряна на сайте «Эхо Москвы»